# Silvertjärnen (Ängersjö socken, Hälsingland)
Silvertjärnen är en sjö i Härjedalens kommun i Hälsingland och ingår i Ljusnans huvudavrinningsområde.